# Josia Krug
Josia Krug (* 1990 in Engelskirchen) ist ein deutscher Schauspieler.

## Leben
Josia Krug wuchs im Oberbergischen Kreis und in Bruchsal auf. Nach seinem Abitur absolvierte er von 2011 bis 2015 sein Schauspielstudium an der Hochschule für Musik und Darstellende Kunst in Frankfurt am Main. Während seines Studiums hatte er erste Bühnenengagements am Theater Willy Praml, am Schauspiel Frankfurt, an den Landungsbrücken Frankfurt und am Hessischen Landestheater Marburg.
In der Spielzeit 2014/15 gastierte er am Staatstheater Darmstadt als Bruder in dem Märchenstück Das Mädchen aus der Streichholzfabrik (Regie: Julia Hölscher).
Von 2015 war er bis zum Ende der Spielzeit 2019/20 festes Ensemblemitglied am Rheinischen Landestheater Neuss (RLT), wo er in diversen Inszenierungen zu sehen war, u. a. als Maler Titorelli in Der Prozess, als Erzbischof Cosmo Lang in The King’s Speech – Die Rede des Königs, in Stücken von William Shakespeare sowie in diversen Kinder- und Jugendtheaterproduktionen.
In der Spielzeit 2017/18 spielte er am Rheinischen Landestheater Neuss den Peter Munk in Das kalte Herz, den Künstler Brindsley Miller in Die Komödie im Dunkeln von Peter Shaffer, Alazar in einer Bühnenfassung von Feuchtwangers Roman Die Jüdin von Toledo und den Camille Chandebise in der Salonkomödie Floh im Ohr. Ab 2018 stand er zwei Jahre als Dave in dem Mono-Drama Nipple Jesus von Nick Hornby regelmäßig auf der Bühne des Rheinischen Landestheaters Neuss und übernahm dort in der Spielzeit 2019/20 den Edelmann Soranzo in der Neuinszenierung der Tragödie Schade, dass sie eine Hure war. 2018 wurde er mit dem Förderpreis des Fördervereins des Rheinischen Landestheaters Neuss ausgezeichnet.
Krug stand auch in einigen Film- und Fernsehrollen vor der Kamera, u. a. in der RTL-Serie Unter uns. In der 8. Staffel der ZDF-Serie Bettys Diagnose (2021) übernahm er eine Episodenhauptrolle als besorgter Bruder einer 18-jährigen Abiturientin, die unbedingt Polizistin werden will. Eine weitere TV-Rolle hatte er in der ZDF-Serie SOKO Köln (2022) als tatverdächtiger „Arbeiterführer“ Chris Mohdy. In der im Rahmen der ZDF-„Herzkino“-Filmreihe im März 2022 erstausgestrahlten Inga Lindström-Verfilmung Geliebter Feind spielte er den Koch Benne, den besten Freund der weiblichen Hauptfigur Elli (Pia Amofa-Antwi). In der Serie Damaged Goods (2022) auf Amazon Prime Video spielt er Tobias Steinberger, den ehemaligen Bully des sensiblen schwulen Stewards Hugo. In der 14. Staffel der ZDF-Serie SOKO Stuttgart (2022) war Krug als tatverdächtiger Chef-Trainer einer getöteten E-Sportlerin zu sehen. In der 9. Staffel der Krimiserie Morden im Norden (2023) übernahm er eine Episodenhauptrolle als tatverdächtiger Mitgesellschafter eines getöteten FinTech-Startup-Unternehmers. In dem Rosamunde Pilcher-Film Jahrestag (2025) spielte er den in einer gleichgeschlechtlichen Ehe lebenden jungen Tierarzt Kenny Holloway, der versucht, endlich die erhoffte Anerkennung seines Vaters zu erhalten.
Im Februar 2021 war Krug Teil der Initiative #ActOut im SZ-Magazin, zusammen mit 184 anderen lesbischen, schwulen, bisexuellen, queeren, nichtbinären und trans* Personen aus dem Bereich der darstellenden Künste.
Josia Krug lebt in Köln.

## Filmografie (Auswahl)
- 2013: Eikasia (Kurzfilm)
- 2014: Mordsfreunde – Ein Taunuskrimi (Fernsehreihe)
- 2018: Die Augen der Anderen (Kurzfilm)
- 2021: Unter uns (Fernsehserie)
- 2021: Generation Beziehungsunfähig (Kinofilm)
- 2021: Friesland: Bis aufs Blut (Fernsehreihe)
- 2021: Bettys Diagnose: Neue Ziele (Fernsehserie, eine Folge)
- 2022: SOKO Köln: Täuschung (Fernsehserie, eine Folge)
- 2022: Inga Lindström: Geliebter Feind (Fernsehreihe)
- 2022: Damaged Goods (Fernsehserie)
- 2022: SOKO Stuttgart: Game over (Fernsehserie, eine Folge)
- 2023: Morden im Norden: Das schwarze Bild (Fernsehserie, eine Folge)
- 2024: Wilsberg: Blinde Flecken (Fernsehreihe)
- 2025: Rosamunde Pilcher: Jahrestag (Fernsehreihe)
- 2025: Der Bergdoktor: Sternenkinder (Fernsehserie, eine Folge)